# 孔雀座SX
孔雀座SX，又名CP-70 2850，HD 203881、SAO 255003、HR 8196，是孔雀座的一颗恒星，视星等为5.34，位于銀經323.22，銀緯-38.65，其B1900.0坐标为赤經21h 19m 48.6s，赤緯-69° -38.65′ 14″。